# سيندي فيشر (ممثلة)
سيندي فيشر (بالإنجليزية: Cindy Fisher)‏ هي ممثلة أمريكية، ولدت في 1960.

## وصلات خارجية
- سيندي فيشر على موقع IMDb (الإنجليزية)
- سيندي فيشر على موقع قاعدة بيانات الفيلم (الإنجليزية)